# Tifus murino

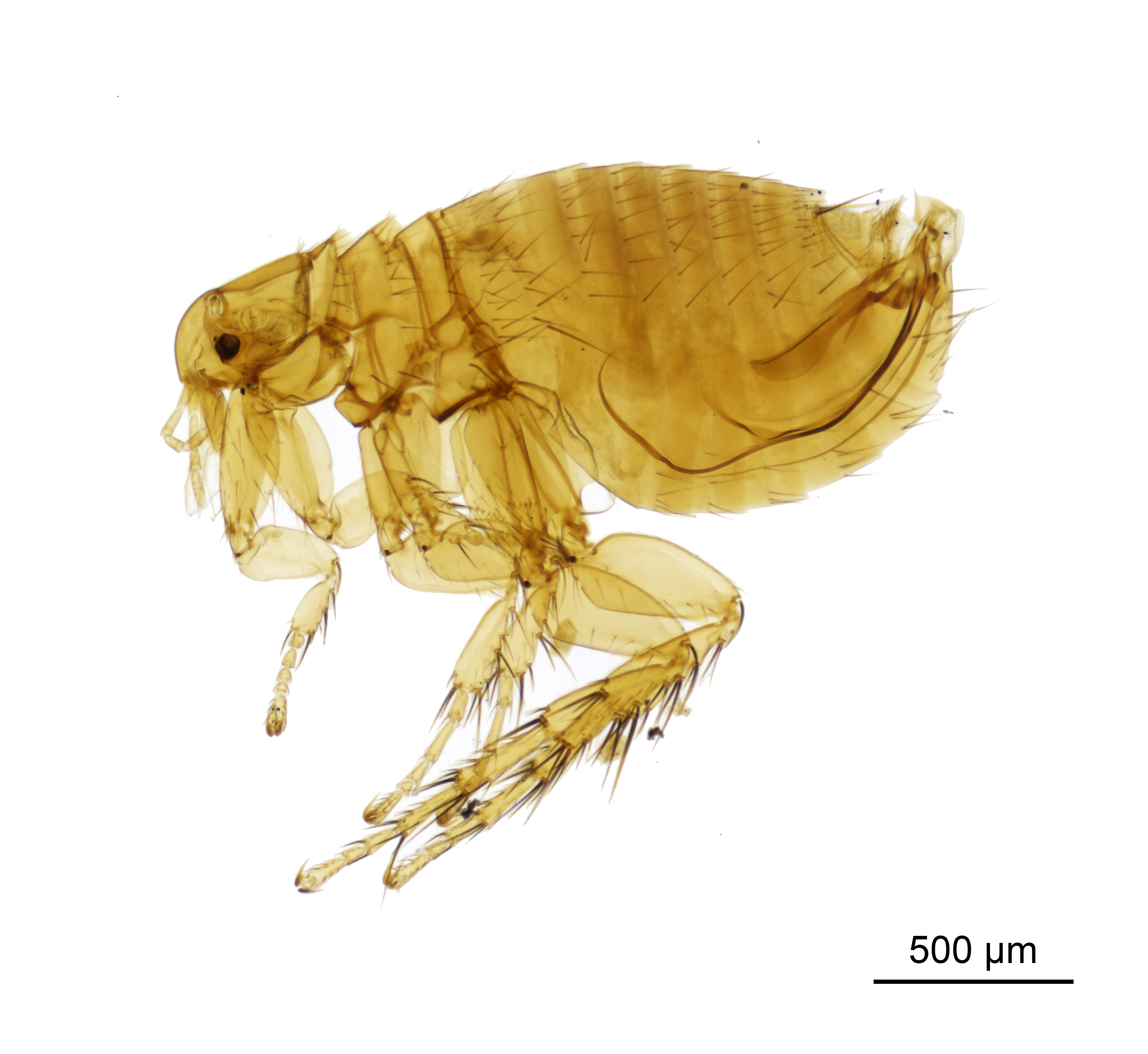
Xenopsylla cheopis, principal vector del tifus murino.

El tifus murino (del latín typhus y mus, muris, ratón), o tifus endémico, es una forma del tifus exantemático transmitido por las pulgas de las ratas y roedores similares que parasitan habitaciones humanas, en contraste con el tifus epidémico, que generalmente se transmite por piojos.
El tifus murino es provocado por la bacteria llamada Rickettsia typhi y se desarrolla en regiones tropicales y subtropicales. En los países tropicales frecuentemente se le confunde con el dengue.
Esta enfermedad se transmite a través de las pulgas de ratas (de esto su nombre murino) la Xenopsylla cheopis , o más raramente a través de la Ctenocephalides felis, pulgas que parasitan en estos casos a gatos y posums.

## Síntomas
Los síntomas, entre otros son las cefaleas, la fiebre (por periodos de permanencia de más de dos semanas), escalofríos, dolores articulares o artralgias, náuseas, vómitos, tos, dolores abdominales y en la columna vertebral.

## Diagnóstico
Un diagnóstico preciso es posible mediante un test serológico y un completo examen de sangre los cuales pueden revelar la presencia de anemia y un bajo nivel de plaquetas. Exámenes ulteriores de la sangre del paciente pueden revelar la presencia de altas concentraciones de anticuerpos y bajos niveles de albúmina y de sodio.

## Tratamiento
Esta enfermedad o patología es tratada normalmente con antibióticos antiricketsiales, como la doxiciclina, la tetraciclina y el cloranfenicol. El uso de la Tetraciclina puede provocar manchas en los dientes en vías de desarrollo y por esto es desaconsejado en terapia con niños o niñas (infantes) .

Si no resulta correctamente tratada de manera apropiada y por esto no absolutamente curada, esta enfermedad lleva a una tasa de defunciones que va del 10% al 60% de los casos mal tratados, con un incremento de la probabilidad de muerte en los pacientes que superan los sesenta años de edad.

## Difusión
No obstante que, desde los años 1950, esta enfermedad haya sido debelada o erradicada en gran parte del mundo, muy ocasionalmente reaparece (año 2010) aun en regiones como las islas Canarias, Japón y Texas; suele reaparecer en el interior más degradado socioeconómicamente de las grandes concentraciones urbanas, donde es más difundida la presencia de las ratas comunes (en el año 2011 fue aceptada la existencia de por lo menos un caso en la ciudad italiana de Nápoles).